# Katherine G. Langley

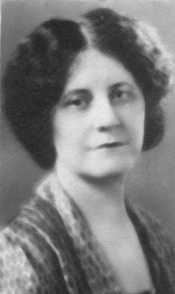
Katherine G. Langley

Katherine Gudger Langley (* 14. Februar 1888 bei Marshall, Madison County, North Carolina; † 15. August 1948 in Pikeville, Kentucky) war eine US-amerikanische Politikerin. Zwischen 1927 und 1931 vertrat sie den Bundesstaat Kentucky im US-Repräsentantenhaus.

## Werdegang
Katherine Gudger, so ihr Geburtsname, war eine Tochter von James M. Gudger (1855–1920), der zwischen 1903 und 1915 zweimal den Staat North Carolina im Kongress vertrat. Außerdem wurde sie die Ehefrau des Kongressabgeordneten John W. Langley aus Kentucky. Sie besuchte die öffentlichen Schulen ihrer Heimat und danach das Woman’s College in Richmond (Virginia). Außerdem studierte sie am Emerson College of Oratory in Boston. Bevor sie im Jahr 1905 nach Pikeville zog, unterrichtete sie noch einige Zeit in Bristol (Tennessee).
Katherine Langley wurde Mitglied der Republikanischen Partei. Während des Ersten Weltkrieges leitete sie das Rote Kreuz im Pike County. Zwischen 1920 und 1922 war sie stellvertretende Parteivorsitzende in Kentucky. 1920 wurde sie die erste Vorsitzende der Republikanischen Frauenvereinigung auf Staatsebene. Im Juni 1924 nahm sie als Delegierte an der Republican National Convention in Cleveland teil, auf der Präsident Calvin Coolidge zur Wiederwahl nominiert wurde.
Bei den Kongresswahlen des Jahres 1926 wurde sie als erste Frau aus Kentucky im zehnten Wahlbezirk ihres Staates in das US-Repräsentantenhaus in Washington, D.C. gewählt, wo sie am 4. März 1927 die Nachfolge von Andrew Jackson Kirk antrat. Damit nahm sie das gleiche Mandat ein, das ihr Mann zwischen 1907 und 1926 ausgeübt hatte. Nach einer Wiederwahl im Jahr 1928 konnte sie bis zum 3. März 1931 zwei Legislaturperioden im Kongress absolvieren. Diese waren von den Ereignissen der Weltwirtschaftskrise geprägt. Bei den Wahlen des Jahres 1930 unterlag sie dem Demokraten Andrew J. May.
Zwischen 1939 und 1942 war Katherine Langley Eisenbahnbeauftragte im dritten Bezirk von Kentucky. Sie starb am 15. August 1948.